# Ramón Allende Padín

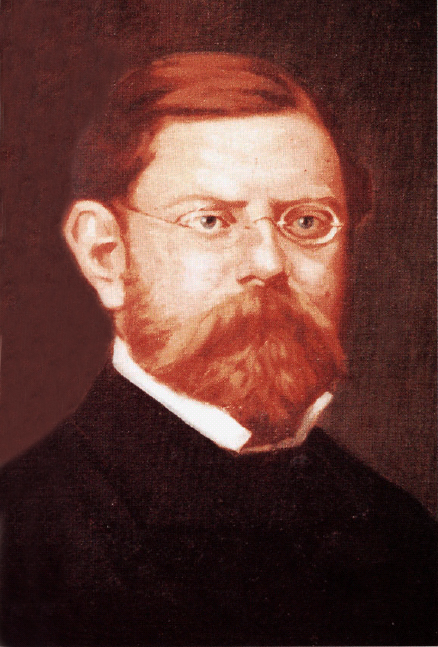
Ramón Allende Padín

Ramón Allende Padín (ur. 19 marca 1845 w Valparaíso, zm. 14 października 1884 roku w Santiago) – chilijski lekarz, polityk i działacz wolnomularski, dziadek prezydenta Salvadora Allende Gossensa. Był deputowanym i senatorem z ramienia Partii Radykalnej.
Był synem José Gregorio Allende Garcés i Salomé Padín Ruiz.
Pobierał nauki w liceum w Valparaiso i Instytucie Narodowym w Santiago. W 1865 roku zdobył dyplom chirurga na Uniwersytecie Chile w Santiago. W 1864 roku przeszedł inicjację masońską w Valparaiso przyjmując pseudonim Rojo (hiszp. czerwony) co było nawiązaniem do jego rudych włosów. W latach 1876-1879 był przewodniczącym Towarzystwa Lekarskiego w Santiago. Był też deputowanym z okręgu Santiago (1876–1879) oraz Copiapó i Caldery (1879–1882), a także senatorem z nominacji dla Atacamy (od 1882 do śmierci). Podczas wojny o saletrę był dowódcą służb sanitarnych – jest uznawany za twórcę służb medycznych armii chilijskiej. Był znany jako krytyk i oponent Kościoła Katolickiego i twórca pierwszej w kraju szkoły będącej pod kontrolą masonerii – Blas Nuevas w Valparaiso. W 1884 roku został wybrany Wielkim Mistrzem Wielkiej Loży Chile. Zmarł kilka miesięcy później na cukrzycę. Jego pogrzeb był wielka manifestacją polityczną – wśród niosących jego trumnę było dwóch przyszłych prezydentów Chile – José Manuel Balmaceda i Ramón Barros Luco.
Z żoną Eugenią Castro del Fierro miał czwórkę dzieci: Tomása Allende Castro (dziadka pisarki Isabel Allende), Salvadora Allende Castro (ojca Salvadora Allende Gossensa), Ramóna Allende Castro i Anę Allende Castro.